# Klingelton
Ein Klingelton, früher als Rufton bezeichnet, ist im Allgemeinen ein Signalton für den Endteilnehmer eines Telefonanrufs. Er wird heute gerätetechnisch im Endgerät erzeugt, im Unterschied zum Rufton bei älteren Anlagen, die in der Endvermittlungsstelle erzeugt werden. Im Mobilfunk ist damit heute eine Audiodatei gemeint, die von Mobiltelefonen bei einem ankommenden Anruf abgespielt wird. Als Vorlage dienen häufig populäre Melodien, aber auch Sprüche und Geräusche.

## Datenformate für mobile Endgeräte

### MIDI
Gewöhnlich wird als Quelle für einen Klingelton bei Mobiltelefonen eine MIDI-Datei (Dateiendung .mid oder .midi) verwendet. Es enthält kodiert eine Abfolge von Codes für Länge und Höhe und Charakteristik von Einzeltönen (Noten) eines Instruments oder mehrerer Instrumente.

### Herstellereigene Formate
Viele Mobiltelefone, insbesondere ältere, die keine polyphonen Klingeltöne abspielen können, verwenden eigene Formate. Hierzu gehören unter anderem:
- Nokring (Nokia Ring Tones Text Transfer Language (RTTTL)): Dieses Format hat sich zu einem Quasi-Standard für den Austausch von Klingeltönen entwickelt.
- iMelody und der Vorgänger eMelody (Siemens, Ericsson): Offener Standard der IrDA
- SMAF (Synthetic Music Mobile Application) (Samsung): Ein von Yamaha entwickelter Standard mit Dateiendung MMF.
- M4R wird von den Apple-Geräten wie dem iPhone verwendet. Maximal 30 Sekunden sind möglich. Es existieren Konverter für Töne anderer Formate.

Diese Formate sind für die Darstellung von Klingeltönen zugeschnitten und unterstützen daher genau die dazu notwendigen Features (beispielsweise teilweise keine Polyphonie). Der Vorteil liegt darin, dass diese Formate in einer kompakten ASCII-Darstellung bestehen, so dass sich Klingeltöne in diesen Formaten via SMS versenden lassen.

### MP3
Eine aktuelle Möglichkeit, die von allen neuen Mobiltelefonen unterstützt wird, ist die Verwendung des MP3-Formates. Dieses Verfahren wird oft auch leicht irreführend als Real Music bezeichnet (hat nichts mit dem RealPlayer-Dateiformat zu tun). Im Gegensatz zu MIDI-Dateien werden hier keine Einzeltöne, sondern nahezu das komplette von Menschen wahrnehmbare Klangspektrum abgebildet (Datenreduzierte CD-Qualität). MP3-Dateien können je nach verwendeter Bitrate wesentlich größer sein als MIDI-Dateien. Die Dekodierung dieser Dateien ist wesentlich aufwändiger als bei anderen klingelkompatiblen Formaten, sodass leistungsfähigere Endgeräte notwendig sind.

### Video
Bei neuen Handys ist es auch möglich, kurze Videos als Klingelton abzuspielen.

## Aufspielen von Klingeltönen auf mobile Endgeräte
Das Aufspielen von Klingeltönen kann auf verschiedene Arten erfolgen.
- Eintippen der Melodie
- WAP-Link per SMS
- MMS
- WAP
- GPRS
- Bluetooth- oder Infrarotverbindung von einem Mobiltelefon zum anderen
- Bluetooth- oder Infrarotverbindung vom PC zum Mobiltelefon
- WLAN-Verbindung vom PC zum Mobiltelefon
- Kabelverbindung vom PC zum Mobiltelefon
- Übertragung per Speicherkarte
- USB oder serielle Kabelverbindung zum PC

## Vermarktung
Im März 2005 stellte die Direktorenkonferenz der deutschen Landesmedienanstalten fest, dass die Werbung bei den vier deutschen Musikfernsehsendern (z. B. MTV, VIVA) zum weit überwiegenden Teil aus Spots für Klingeltöne bestand. Teilweise entfielen über neunzig Prozent der erlaubten Werbezeit darauf. Der Hauptanbieter Fox Mobile Distribution, in Deutschland unter dem früheren Namen Jamba vermarktet, investierte 2004 alleine 90 Millionen Euro in deutsche Werbespots und übertraf damit Konzerne wie McDonald’s. Durch massive Werbekampagnen und die ständige Einkaufsmöglichkeit ist es für viele Jugendliche zur Gewohnheit geworden, häufig neue Klingeltonmelodien zu kaufen und zu verwenden. Viele Angebote sind zudem missverständlich, so dass der Kunde beim vermeintlichen Kauf eines Klingeltons ungewollt ein Abonnement abschließt. Einige Anbieter erlauben die Auswahl von Klingeltönen nur über ein kostenpflichtiges Anwählprogramm (Dialer), das hohe Verbindungskosten verursachen kann. Nach einem Urteil des Amtsgerichts Berlin-Mitte im Jahre 2008 sind Vertragsabschlüsse mit Minderjährigen nicht rechtswirksam, Eltern können daher nicht mehr für zusätzliche Kosten haftbar gemacht werden.
Viele Menschen fühlen sich durch die in der Öffentlichkeit abgespielten Klingeltöne massiv gestört. Daher ist in einigen Bereichen die Nutzung von Mobiltelefonen generell untersagt worden.

## Wirtschaftliche Bedeutung
Aus der ursprünglichen Idee, zur Unterscheidung verschiedener Telefone und Anrufer die Melodien einstellbar zu machen, hat sich ein eigener Wirtschaftszweig zur Vermarktung von Klingeltönen entwickelt, dessen Umsätze einen beträchtlichen Teil der Musikindustrie ausmachen.
2004 wurden in Deutschland Klingeltöne für etwa 183 Millionen Euro gekauft; daneben existieren allerdings auch kostenlose Programme, mit denen man vorhandene Musikdaten in Klingeltöne umwandeln kann.
Seit 2007 sind die Umsätze mit Klingeltönen vor allem in Europa deutlich zurückgegangen. Vor allem in Großbritannien, Frankreich, Deutschland, Spanien und Italien ist der Anteil der Handybesitzer, die Klingeltöne kauften, gesunken. In Großbritannien haben im Oktober 2007 nur noch 3,4 Prozent der Nutzer Klingeltöne erworben. Insgesamt büßte die Branche in Europa rund vier Prozent ein. Nach Angaben der Bitkom ist 2007 im Vergleich zum Vorjahr der Umsatz in Deutschland um 26 Prozent gesunken, gegenüber 2006 ist die Zahl der heruntergeladenen Klingeltöne um rund 6,6 Millionen auf 23,2 Millionen zurückgegangen. Ein Grund sei, dass vermehrt Komplettsongs heruntergeladen werden.

## Rechtliche Betrachtung
Die juristische Situation bezüglich Klingeltönen ist vielschichtig, da Erstellung, Vertrieb und Nutzung unterschiedliche Rechte betreffen.
Klingeltöne, die auf rechtlich geschützten Werken basieren, tangieren das Urheberrecht und stellen eine Werkbearbeitung dar.  Klingeltonproduzenten oder auch -Anbieter müssen das Recht zur Bearbeitung von den Urhebern oder deren rechtlichen Vertreter (oft sind dies die Musikverlage) einholen. Für die Nutzung von MP3-Klingeltönen sind zudem Lizenzen und Freigaben von Inhabern der Masterrechte (meistens die Tonträgerunternehmen) notwendig. Verwertungsgesellschaften kontrollieren Rechte bezüglich der Vervielfältigung und Aufführung.

## Trivia
Marimba ist der erste Standard-Klingelton des Smartphones iPhone und wird noch nach Jahren als solcher verwendet.